# Heinrich Laretei
Heinrich Laretei, född 4 januari 1892 på godset Õisu nära Halliste, Viljandi, Guvernementet Livland, Kejsardömet Ryssland (nuvarande Estland)
, död 3 april 1973 i Oscars församling i Stockholm, var en estnisk-svensk politiker och diplomat.
Laretei hade en bakgrund som ekonomistudent vid Tartu universitet i Estland, men hade också deltagit i såväl första världskriget som i det estniska frihetskriget. Under 1920-talet var han minister i flera av Estlands regeringar. Som diplomat var han verksam från 1926. Han var envoyé i Sovjetunionen 1926–1928 och i Litauen 1928–1931. År 1935 blev han envoyé för de skandinaviska länderna, en verksamhet som utgick från Stockholm. Vid Sovjetunionens ockupation och annektering av Estland 1940 tvingades han avbryta legationens diplomatiska arbete, men stannade kvar i Sverige med sin familj.
Kommendör med stora korset av Kungliga Nordstjärneorden (KmstkNO) 1938.
Han gifte sig 1917 med Alma Kollist (1895–1974) och en dotter till paret är konsertpianisten Käbi Laretei (1922–2014).